# Баронас, Алоизас
Алоизас Баронас (лит. Aloyzas Baronas; 12 декабря 1917, Вабалнинкас, Поневежский уезд, Ковенская губерния, Российская империя (ныне — в Биржайском районе, Литва) — 7 октября 1980, Чикаго США) — американско-литовский прозаик, поэт, сатирик

, журналист, редактор.

## Биография
В 1941—1943 годах — студент технологического факультета каунасского Университета Витовта Великого, позже изучал литературу и философию. В 1944 году уехал в Германию, где продолжил учёбу в университете Франкфурта-на-Майне.
В 1949 году эмигрировал в США. Работал на разных производствах. С 1955 года — соредактор газеты „Draugas“. В 1966—1970 годах — председатель Союза литовских писателей в США.

## Творчество
Дебютировал в начале 1950-х годов. Автор рассказов, повестей, романов, в том числе сатирических произведений.
Основная тема произведений А. Баронаса — политические и социальные потрясения, когда его персонажи пытаются осмысленно найти себя в мире, сложившемся после Второй мировой воны, решающих моральные проблемы. В романах автор описывается провинциальную жизнь в независимой Литве, период нацистской оккупации, партизанскую борьбу литовцев за независимость страны, жизнь эмигрантов и их адаптацию к жизни за границей. Романы переведены на английский и латышский языки.

## Избранная библиография
- Žvaigždės ir vėjai, рассказ, 1951
- Antrasis krantas, новелла, 1954
- Saulės grįžimas, новелла, 1964
- Išdžiūvusi lanka, рассказ, 1970
- Šilko tinklai, рассказ, 1974
- Trisdešimt istorijų suaugusiems, рассказы, 1981
- Sodas už horizonto, роман, 1955
- Trečioji moteris, роман, 1966
- Vėjas lekia lyguma, роман, 1971
- Mirti visada suspėsi, роман, 1980
- Abraomas ir sūnus, роман, 1973
- Laivai ir uostai, роман, 1979
- Lieptai ir bedugnės, автобиографический роман, 1961
- Valerijono lašai, юморески, 1954
- Trejos devynerios, юморески, 1961
- Alijošiaus lapai, юморески, 1975